# Adutiškis
Adutiškis (polonais : Hoduciszki) est une ville de la Municipalité du district de Švenčionys au sud-est de la Lituanie. En  2001, la population totale est de 778 habitants. La ville est proche de la rivière Kamaja et de la frontière avec la Biélorussie, 75 % des habitants sont polonais.

## Histoire
Avant la Seconde Guerre mondiale, la communauté juive de la ville représente 30 % de la population totale. À la suite de l'occupation du pays par les Allemands, les juifs sont enfermés dans un ghetto et contraints aux travaux forcés. À l'automne 1941, les 19 juifs de la ville sont amenés sur le terrain militaire de la ville de Švenčionėliai où ils seront assassinés dans une exécution de masse. Le massacre est perpétré par un einsatzgruppen de policiers lituaniens d'Adutiškis.